# Michelle Andres
Michelle Andres (født 26. maj 1997 i Baden) er en cykelrytter fra Schweiz, der kører for Team Sydbank Quooker Njord Law. Hendes primære fokus er på banecykling, men er også aktiv i landevejscykling.